# اینگون اوتسی
اینگون اوتسی (انگلیسی: Ingunn Utsi؛ زادهٔ نوامبر ۱۹۴۸) نقاش، مجسمه‌ساز، و هنرمند تجسمی سامی‌تبار اهل نروژ است.
در سال ۲۰۱۹ به‌منظور قدردانی از کمک‌های او به شناسائی فرهنگ سامی، او به عنوان عضو افتخاری انجمن فرهنگی سامی (Samisk Kunstnerforbund, SDS) انتخاب شد.

## زندگی‌نامه
اینگون اوتسی در نوامبر ۱۹۴۸ در نزدیکی Repvågstranda در نردکپ به دنیا آمد و توسط والدینی بزرگ شد که در خانه فقط به زبان سامی صحبت می‌کردند. او احتمالاً آخرین کودکی است که زبان سامی، زبان مادری‌اش بود، زیرا کسانی که پس از سال ۱۹۵۳ به دنیا آمدند با تکلم به زبان نروژی بزرگ شدند. از سال ۱۹۵۵، او به مدرسهٔ شبانه‌روزی نروژی زبان در Repvågstranda رفت، جایی که برادر بزرگترش الیور به او در آموختن زبان نروژی کمک کرد. پس از بسته شدن مدرسه در سال ۱۹۵۷، او تحصیلات خود را در مدرسه‌ای شبانه‌روزی در سارنس ادامه داد.
او به تحصیل در رشتهٔ زبان  سامی در دانشگاه اسلو ادامه داد، اما سامی «استاندارد» او کاملاً متفاوت از زبان مادری او بود. او سپس در مدرسهٔ هنر تروندهایم در رشته مجسمه‌سازی ادامه تحصیل داد.
آثار اوتسی به‌طور گسترده‌ای به نمایش گذاشته شده است و در مجموعه‌های دائمی موزه‌های مختلف وجود دارد. او به عنوان یکی از معدود هنرمندانی که به فرهنگ سامی و زنده نگه‌داشتن آن کمک کرده است شناخته می‌شود و به عنوان عضو افتخاری انجمن فرهنگی سامی (Samisk Kunstnerforbund, SDS) منصوب شده است.